# 御成門駅
御成門駅（おなりもんえき）は、東京都港区西新橋三丁目にある、東京都交通局（都営地下鉄）三田線の駅である。駅番号はI 06。

## 歴史
当駅は新旧の駅名標が混在しており、旧式の駅名標には「東京タワー前」の副駅名が表示されている。
- 1973年（昭和48年）11月27日：都営6号線の駅として開業。
- 1978年（昭和53年）7月1日：都営6号線を三田線に改称[3]。
- 2007年（平成19年）3月18日：ICカード「PASMO」の利用が可能となる[4]。

### 駅名の由来
御成門交差点の付近に同名の門があった。かつての増上寺域の北端に当たり、門は徳川将軍家専用の参詣門として設置されたものであった。

## 駅構造
島式ホーム1面2線の地下駅である。軌道壁は青色である。エスカレーター・エレベーターを含めて合計6つの出入口がある。

### のりば
| 番線 | 路線       | 行先              |
| ---- | ---------- | ----------------- |
| 1    | 都営三田線 | 目黒・ 東急線方面 |
| 2    | 都営三田線 | 西高島平方面      |

（出典：都営地下鉄:駅構内図）
芝公園側に引き上げ線が1本ある。2016年10月21日のダイヤ改正により、2008年6月22日のダイヤ改正以来となる当駅発着の列車が設定されたが、2017年3月27日のダイヤ改正で目黒方面に直通されることとなり、当駅終着の定期営業列車はなくなった。現在はダイヤ乱れ時を除き、回送と試運転のみが折り返す他、毎年8月にいたばし花火大会が開催される際は、この時に限り御成門駅発着の列車が設定される。夜間は列車が1本留置され（深夜に白金高輪駅から回送）、翌朝当駅始発の各停日吉行きとして運転される。

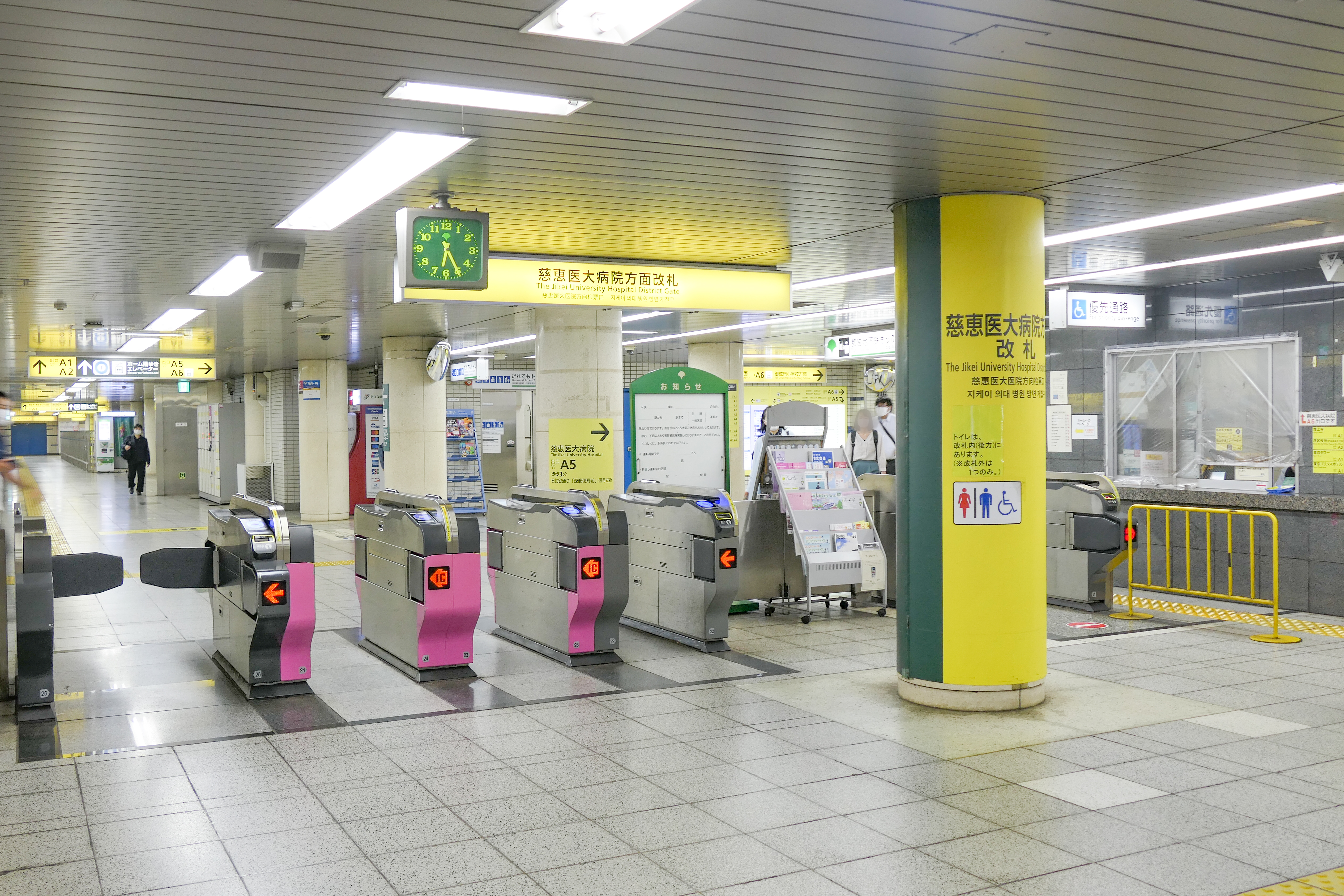
慈恵医大方面改札（2022年5月）
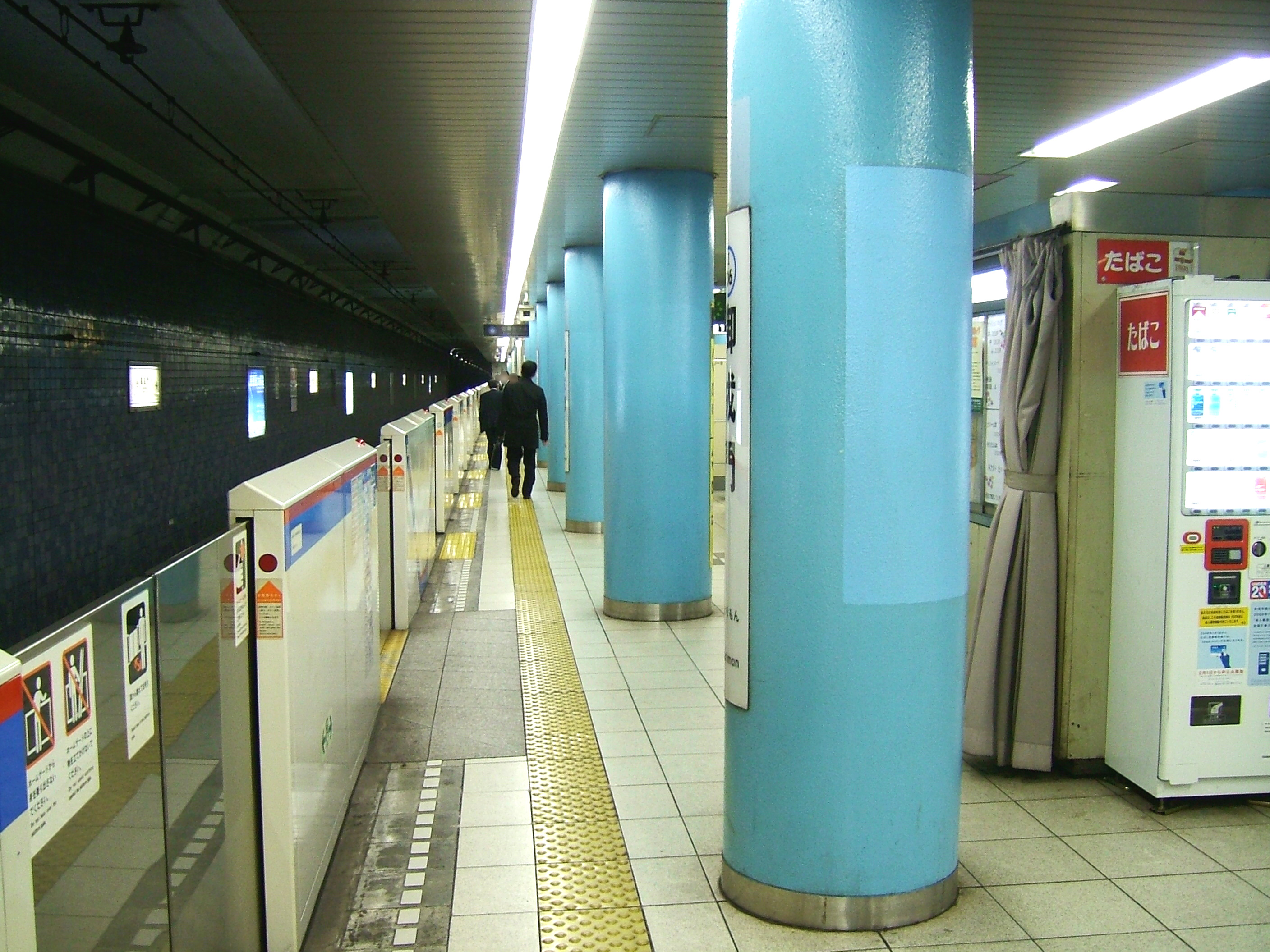
ホーム（2008年3月）
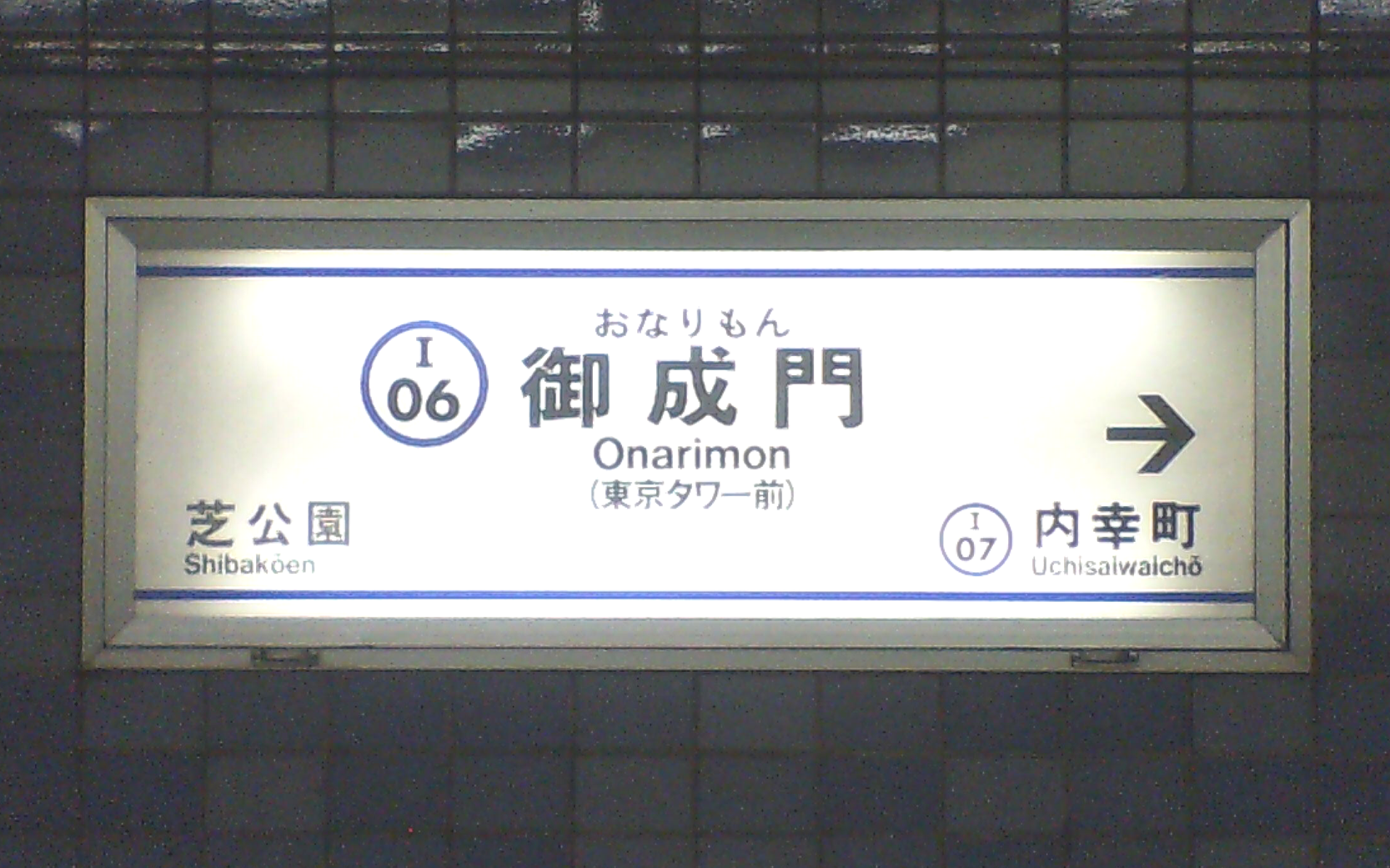
ホーム壁面の旧式駅名標「（東京タワー前）」と表記される（2009年11月2日）
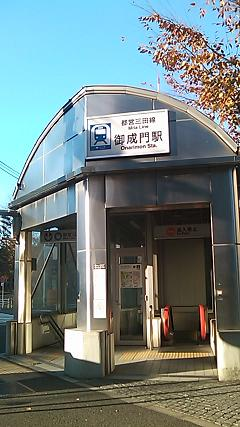
かつてのA6出入口（2010年12月5日）

## 利用状況
2023年（令和5年）度の1日平均乗降人員は40,727人（乗車人員：20,158人、降車人員：20,569人）である。
各年度の1日平均乗降・乗車人員数の推移は下表の通り。

### 平成
| 年度               | 1日平均 乗降人員 | 1日平均 乗車人員 | 出典     |
| ------------------ | ---------------- | ---------------- | -------- |
| 1990年（平成02年） |                  | 20,622           | [ * 1 ]  |
| 1991年（平成03年） |                  | 21,109           | [ * 2 ]  |
| 1992年（平成04年） |                  | 21,118           | [ * 3 ]  |
| 1993年（平成05年） |                  | 20,822           | [ * 4 ]  |
| 1994年（平成06年） |                  | 20,126           | [ * 5 ]  |
| 1995年（平成07年） |                  | 19,210           | [ * 6 ]  |
| 1996年（平成08年） |                  | 19,104           | [ * 7 ]  |
| 1997年（平成09年） |                  | 19,545           | [ * 8 ]  |
| 1998年（平成10年） |                  | 19,178           | [ * 9 ]  |
| 1999年（平成11年） |                  | 18,074           | [ * 10 ] |
| 2000年（平成12年） |                  | 18,584           | [ * 11 ] |
| 2001年（平成13年） |                  | 19,118           | [ * 12 ] |
| 2002年（平成14年） |                  | 19,433           | [ * 13 ] |
| 2003年（平成15年） | 38,808           | 18,981           | [ * 14 ] |
| 2004年（平成16年） | 38,600           | 18,860           | [ * 15 ] |
| 2005年（平成17年） | 39,824           | 19,466           | [ * 16 ] |
| 2006年（平成18年） | 40,400           | 19,748           | [ * 17 ] |
| 2007年（平成19年） | 40,967           | 19,984           | [ * 18 ] |
| 2008年（平成20年） | 41,194           | 20,224           | [ * 19 ] |
| 2009年（平成21年） | 40,747           | 20,057           | [ * 20 ] |
| 2010年（平成22年） | 40,158           | 19,778           | [ * 21 ] |
| 2011年（平成23年） | 39,369           | 19,361           | [ * 22 ] |
| 2012年（平成24年） | 40,664           | 19,945           | [ * 23 ] |
| 2013年（平成25年） | 40,755           | 20,045           | [ * 24 ] |
| 2014年（平成26年） | 41,507           | 20,432           | [ * 25 ] |
| 2015年（平成27年） | 42,730           | 21,040           | [ * 26 ] |
| 2016年（平成28年） | 43,255           | 21,306           | [ * 27 ] |
| 2017年（平成29年） | 46,629           | 23,022           | [ * 28 ] |
| 2018年（平成30年） | 49,149           | 24,289           | [ * 29 ] |

### 令和
| 年度               | 1日平均 乗降人員 | 1日平均 乗車人員 | 出典     | 出典       |
| 年度               | 1日平均 乗降人員 | 1日平均 乗車人員 | 東京都   | 交通局     |
| ------------------ | ---------------- | ---------------- | -------- | ---------- |
| 2019年（令和元年） | 52,228           | 25,889           | [ * 30 ] | [ 都交 2 ] |
| 2020年（令和02年） | 34,968           | 17,303           |          | [ 都交 3 ] |
| 2021年（令和03年） | 34,788           | 17,207           |          | [ 都交 4 ] |
| 2022年（令和04年） | 38,199           | 18,886           |          | [ 都交 5 ] |
| 2023年（令和05年） | 40,727           | 20,158           |          | [ 都交 1 ] |

## 駅周辺
- 東京タワー
- 芝中学校・高等学校
- 正則高等学校
- 芝公園
- 増上寺
- 港区立御成門小学校
- 港区立御成門中学校
- 東京慈恵会医科大学
  - 東京慈恵会医科大学附属病院
- 慶應義塾大学 芝共立キャンパス
- K.I.T.虎ノ門大学院
- 愛宕グリーンヒルズ
- 愛宕山
  - 愛宕神社
  - NHK放送博物館
- 青松寺
- 神谷町駅 - 東京メトロ日比谷線
- 浜松町駅 - 東日本旅客鉄道（JR東日本）山手線・京浜東北線
- モノレール浜松町駅 - 東京モノレール羽田空港線
- 大門駅 - 都営地下鉄浅草線・大江戸線
- 日本赤十字社 本社
- 東京プリンスホテル
- 港区役所
- みなと図書館
- 警視庁愛宕警察署
- 東京パナソニックビル1号館
  - パナソニック 東京支社
- 芝大神宮
- 岩谷産業東京本社

## バス路線
御成門
- 都営バス
  - <橋86> 東京タワー行・新橋駅前行 / 目黒駅前行
  - <浜95> 東京タワー行 / 品川駅港南口行

御成門駅
- 港区コミュニティバス『ちぃばす』（フジエクスプレス）
  - <芝ルート> 虎ノ門二丁目経由 新橋駅行 / 田町駅東口行
  - <麻布東ルート> 神谷町駅・東麻布一丁目（東京タワー下）・赤羽橋駅・六本木五丁目・六本木ヒルズ方面

御成門中学校
- 港区コミュニティバス『ちぃばす』（フジエクスプレス）
  - <麻布東ルート> 港区役所北行

東京プリンスホテル・芝パークホテル
- 東京空港交通
  - 成田空港行

## 隣の駅
東京都交通局（都営地下鉄）
 都営三田線
芝公園駅 (I 05) - 御成門駅 (I 06) - 内幸町駅 (I 07)